# Hydraecia nordstroemi
Hydraecia nordstroemi is een vlinder uit de familie uilen (Noctuidae). De wetenschappelijke naam is voor het eerst geldig gepubliceerd in 1952 door Horke.
De soort komt voor in Europa.